# Conneux
Conneux (valonă Coneu) este o localitate din comuna Ciney, în Valonia, Belgia. Până în 1977 Conneux era o comună separată, după această dată fiind înglobată in comuna Chiney teritoriul fiind organizat ca o secțiune a noii comune. De aceasta mai depind și localitățile Conjoux și Reux.